# Mathieu Mauche
Mathieu Mauche est un homme politique français né et mort à une date inconnue.

## Biographie
Juge de paix à Tarascon, il est député des Bouches-du-Rhône de 1791 à 1792, siégeant dans la majorité. Sous le Premier Empire, il est juge au tribunal d'appel d'Aix-en-Provence.

## Sources
- « Mathieu Mauche », dans Adolphe Robert et Gaston Cougny, Dictionnaire des parlementaires français, Edgar Bourloton, 1889-1891 [détail de l’édition]